# Der Große Restaurant & Hotel Guide
Der Große Restaurant & Hotel Guide, umgangssprachlich auch Bertelsmann Guide genannt, ist ein deutschsprachiger Gastroführer, der seit 1997 jährlich neu aufgelegt wird. Herausgeber war Hans-Dieter Tippenhauer und ist seit 2013 Herbert Wallor. Der Guide wird von der HDT Medien GmbH verlegt und erscheint in Kooperation mit der Arvato AG, einer Tochter der Bertelsmann AG.
In seiner aktuellen Auflage werden über 4.200 Restaurants mit einer bis fünf Hauben und Hotels mit zwei bis fünf Sterne plus in Deutschland, Österreich, Schweiz, dem Elsass und Südtirol bewertet.

## Aufsteiger des Jahres
| Jahr | Deutschland                                                                        | Österreich                                         | Schweiz                                                  |
| ---- | ---------------------------------------------------------------------------------- | -------------------------------------------------- | -------------------------------------------------------- |
| 2016 | Ludger Helbig: Auberge de Temple                                                   | nicht vergeben                                     | nicht vergeben                                           |
| 2013 | André Gödde: schwarz DAS RESTAURANT                                                | nicht vergeben                                     | nicht vergeben                                           |
| 2012 | Sören Anders: Oberländer Weinstube                                                 | nicht vergeben                                     | nicht vergeben                                           |
| 2011 | Rüdiger Fleischhacker: Zur Tanne                                                   | nicht vergeben                                     | Markus Walder: Höchhus                                   |
| 2010 | Matthias Schormann: Imperial im Schlosshotel Bühlerhöhe, Baden-Baden               | nicht vergeben                                     | Sandro Steingruber: Epoca im Waldhaus, Flims             |
| 2009 | Renato Manzi: Restaurant Passione Rossa im Hotel BollAnt’s im Park, Bad Sobernheim | nicht vergeben                                     | Tanja Grandits: Restaurant Stucki, Basel                 |
| 2008 | Alexander Hess: Restaurant Freundstück, Deidesheim                                 | nicht vergeben                                     | Boris Benecke: Restaurant La Bellezza, Ftan/Unterengadin |
| 2007 | Stephan Brandl: Gut Apfelkam, Rohrdorf                                             | Andreas Kaiblinger: Restaurant Esszimmer, Salzburg | Peter Schnaibel: Restaurant Taggenberg, Winterthur       |

## Koch des Jahres
| Jahr | Deutschland                                                                   | Österreich                                                        | Schweiz                                                      |
| ---- | ----------------------------------------------------------------------------- | ----------------------------------------------------------------- | ------------------------------------------------------------ |
| 2016 | Bobby Bräuer: EssZimmer                                                       | Andreas Senn: Senns                                               | Jörg Slaschek: Restaurant Attisholz                          |
| 2013 | Steffen Mezger: Hotel Bayerischer Hof                                         | Silvio Nickol: Palais Coburg Residenz                             | Georges Wenger: Restaurant & Hôtel Georges Wenger            |
| 2012 | Thomas Bühner: Restaurant la vie                                              | Bobby Bräuer: Grand Tirolia - Restaurant Petit Tirolia            | Rico Zandonella: Rico`s Kunststuben                          |
| 2011 | Christian Scharrer: Buddenbrooks im A-ROSA                                    | Günther Lampert: Kaiserhof                                        | Roland Schmid: Äbtestube Grand Resort Bad Ragaz              |
| 2010 | Hans Stefan Steinheuer: Zur Alten Post - Steinheuers Restaurant, Bad Neuenahr | Heinz Reitbauer: Steirereck im Stadtpark, Wien                    | André Jaeger: Rheinhotel Fischerzunft, Schaffhausen          |
| 2009 | Erich Schwingshackl: Schwingshackl Esskultur, Bernried                        | Thorsten Probost: Griggeler Stuba im Burg Vital Hotel, Lech       | Seppi Kalberer: Restaurant Schlüssel, Mels                   |
| 2008 | Mario Corti: Mark´s im Mandarin Oriental, München                             | Christian Petz: Restaurant Coburg im Hotel Palais Coburg, Wien    | Andreas Caminada: Schauenstein Schloss Restaurant, Fürstenau |
| 2007 | Lothar Eiermann: Wald- und Schloßhotel Friedrichsruhe, Zweiflingen            | Andreas Mayer: Mayer´s Restaurant im Schloss Prielau, Zell am See | Alain Bächler: Restaurant Des Trois Tours, Bourguillon       |